# حوض (حوسبة)
حوض البيانات أو الحوض في الحوسبة هو صنف أو دالة مصممة لتتلقى الأحداث الواردة من كائن آخر أو وظيفة أخرى. وينفذ هذا عادة في سي++ أو رد النداء. لغات البرمجة كائنية التوجه الأخري مثل جافا وسي شارب لديها دعم ذاتي لأحواض البيانات عن طريق السماح للأحداث أن يتم إطلاقها لتنوب عن الوظائف.
نظرا لعدم وجود تعريف رسمي، غالبا ما يساء فهم الحوض على أنه بوابة وهي عبارة عن بنية مماثلة، ولكن البوابة عادة ما يكون لها نقطة نهاية أو تسمح بالاتصالات ثنائية الاتجاه بين أنظمة مختلفة، بدلا من مجرد نقطة إدخال الحدث.